# Баром Рачеа II
Баром Рачеа II — король Камбоджі наприкінці XVI століття.

## Життєпис
Був другим сином короля Четти I. Визнаний королем після ліквідації португальцями узурпатора Про Рами. Його правління було нетривалим. Був убитий під час повстання Пот Рата 1599 року.